# كأس بلغاريا 1939
كأس بلغاريا 1939 (بالبلغارية: Царска купа 1939) هو موسم من كأس بلغاريا. أشرف على تنظيمه اتحاد بلغاريا لكرة القدم، وفاز فيه FC Shipka Sofia ‏.